# 얀 젤레즈니
얀 젤레즈니(체코어: Jan Železný, 1966년 6월 16일~)는 체코의 육상 선수로 주 종목은 창던지기이다. 올림픽 3연패를 한 세계 기록 보유자이다.

## 경력
믈라다볼레슬라프 출신이다. 1988년 하계 올림픽에서 창던지기 2위를 하다가, 1992년, 1996년, 2000년 하계 올림픽에서 3연속 금메달을 획득한 젤레즈니는 3회의 세계 육상 선수권 대회(1993, 1995, 2001)를 우승하기도 하였다. 이 성과들로 인하여 세계에서 가장 위대한 창던지기 선수로 숙고되었다.
1996년 98.48m(323 피트 1 인치)의 세계 기록과 2001년 세계 선수권 기록 92.80m를 보유하고 있는 그는 새로운 타입의 창과 함께 94m 이상을 던진 단 하나의 선수이기도 하다.
2006년 예테보리에서 열린 유럽 선수권 대회 동메달을 획득했고, 같은 해 월드 애슬레틱스 파이널을 마지막으로 스포츠에서 은퇴하였다. 
은퇴 후에는 지도자로 활동하고 있다. 바르보라 슈포타코바의 개인 코치를 맡았으며, 현재는 비테슬라프 베셀리의 코치를 맡고 있다.